# 181 (numero)
Centoottantuno (181) è il numero naturale dopo il 180 e prima del 182.

## Proprietà matematiche
- È un numero dispari.
- È un numero difettivo.
- È il quarantaduesimo numero primo (precede il 191 e segue il 179).
- È il diciottesimo numero palindromo (precede il 191 e segue il 171) del sistema numerico decimale. È palindromo anche nel sistema posizionale a base 12 (131).
- È un numero ondulante tanto nel sistema decimale che in quello a base 12
- È un Numero dodecagonale centrato e 30-gonale centrato.
- È un numero stellato.
- È pari alla somma dei quadrati di 2 numeri consecutivi: 181 = 92 + 102.
- È parte delle terne pitagoriche (19, 180, 181), (181, 16380, 16381).
- È un numero quadrato centrato.
- È un numero congruente.
- È un numero odioso.

## Astronomia
- 181P/Shoemaker-Levy è una cometa periodica del sistema solare.
- 181 Eucharis è un asteroide della fascia principale del sistema solare.
- NGC 181 è una galassia spirale della costellazione di Andromeda.

## Astronautica
- Cosmos 181 è un satellite artificiale russo.